# Bacanius martensi
Bacanius martensi är en skalbaggsart som beskrevs av Yves Gomy 1992. Bacanius martensi ingår i släktet Bacanius och familjen stumpbaggar. Inga underarter finns listade i Catalogue of Life.